# 芳村区
芳村区（ほうそんく）は中国広東省広州市にかつて存在した市轄区。

## 歴史
- 1950年 - 芳村区が発足。
- 1954年 - 農業地区が新滘区に編入、居民が河南区に編入、芳村区は廃止された。
- 1957年 - 白雲区、黄埔区、新滘区が郊区に合併された。
- 1960年 - 芳村城市人民公社が成立、その後芳村区が二度目設立された。
- 1962年 - 郊区に編入、芳村区は二度目廃止された。
- 1985年 - 芳村区が三度目設立された。
- 2005年 - 茘湾区に編入、芳村区は廃止された。

## 行政区画
合併時には4街道、1鎮を管轄していた：
- 街道
  - 花地街道、石囲塘街道、沖口街道、白鶴洞街道
- 鎮
  - 東漖鎮